# Ном (река)
Ном (англ. Nome River) — река на полуострове Сьюард, на западе штата Аляска, США.
Река Ном берёт начало в узкой долине на южной оконечности горного хребта Киглуаик, в 7,2 км к западу от озера Салмон. Истоком реки считается место слияния ручьёв Буффало и Дип-Каньон, в 42 км к северу от города Ном. Река разливается по широкой заполненной гравием долине, которая является частью депрессии, простирающейся вдоль южной оконечности гор Киглуаик. К северу от Дарлинг-Крик долина сильно сужается, а ниже Осборн-Крик река выходит из долины на прибрежную равнину. Длина реки составляет около 64 км. Впадает в залив Нортон Берингова моря примерно в 5 км к юго-востоку от города Ном.